# 38e cérémonie des Saturn Awards
La 38e cérémonie des Saturn Awards, récompensant les films, séries télévisées et téléfilms sortis en 2011 et les professionnels s'étant distingués cette année-là, s'est tenue le 26 juillet 2012.

## Palmarès
Les lauréats sont indiqués ci-dessous en premier de chaque catégorie et en gras.

### Cinéma

#### Meilleur film de science-fiction
- La Planète des singes : Les Origines (Rise of the Planet of the Apes)
  - L'Agence (The Adjustment Bureau)
  - Captain America: First Avenger (Captain America: The First Avenger)
  - Limitless
  - Super 8
  - X-Men : Le Commencement (X-Men: First Class)

#### Meilleur film fantastique
- Harry Potter et les Reliques de la Mort - 2e partie (Harry Potter and the Deathly Hallows - Part 2)
  - Hugo Cabret (Hugo)
  - Les Immortels (Immortals)
  - Minuit à Paris (Midnight in Paris)
  - Les Muppets, le retour (The Muppets)
  - Thor

#### Meilleur film d'horreur/ thriller
- Millénium, les hommes qui n'aimaient pas les femmes (The Girl with the Dragon Tattoo)
  - Contagion
  - The Devil's Double
  - Le Territoire des loups (The Grey)
  - Take Shelter
  - The Thing

#### Meilleur film d'action ou d'aventure
- Mission impossible : Protocole Fantôme (Mission: Impossible - Ghost Protocol)
  - Cheval de guerre (War Horse)
  - La Défense Lincoln (The Lincoln Lawyer)
  - Fast and Furious 5 (Fast Five)
  - Red Tails d'Anthony Hemingway
  - Sherlock Holmes : Jeu d'ombres (Sherlock Holmes: A Game of Shadows)

#### Meilleur film d'animation
- Le Chat potté (Puss in Boots 3D)
  - Les Aventures de Tintin : Le Secret de La Licorne (The Adventures of Tintin : The Secret of the Unicorn)
  - Cars 2
  - Kung Fu Panda 2
  - Rango
  - Rio

#### Meilleur film international
- La piel que habito •  Espagne
  - Attack the Block •  Royaume-Uni
  - Largo Winch •  France
- Melancholia •  Suède,  Danemark,  France,  Allemagne,  Italie,  Espagne
  - À bout portant •  France
  - The Troll Hunter (Trolljegeren) •  Finlande

#### Meilleure réalisation
- J. J. Abrams pour Super 8
  - Brad Bird pour Mission impossible : Protocole Fantôme (Mission: Impossible – Ghost Protocol)
  - Martin Scorsese pour Hugo Cabret
  - Steven Spielberg pour Les Aventures de Tintin : Le Secret de La Licorne (The Adventures of Tintin : The Secret of the Unicorn)
  - Rupert Wyatt pour La Planète des singes : Les Origines
  - David Yates pour Harry Potter et les Reliques de la Mort - 2e partie

#### Meilleur acteur
- Michael Shannon pour le rôle de Curtis LaForche dans Take Shelter
  - Antonio Banderas pour le rôle de Robert Ledgard dans La piel que habito
  - Dominic Cooper pour le rôle de Latif Yahia / Oudaï Hussein dans The Devil's Double
  - Tom Cruise pour le rôle d'Ethan Hunt dans Mission impossible : Protocole Fantôme (Mission: Impossible – Ghost Protocol)
  - Chris Evans pour le rôle de Steve Rogers / Captain America dans Captain America: First Avenger
  - Ben Kingsley pour le rôle de Georges Méliès dans Hugo Cabret

#### Meilleure actrice
- Kirsten Dunst pour le rôle de Justine dans Melancholia
  - Jessica Chastain pour le rôle de Samantha LaForche dans Take Shelter
  - Rooney Mara pour le rôle de Lisbeth Salander dans Millénium
  - Brit Marling pour le rôle de Rhoda Williams dans Another Earth
  - Keira Knightley pour le rôle de Sabina Spielrein dans A Dangerous Method
  - Elizabeth Olsen pour le rôle de Martha dans Martha Marcy May Marlene

#### Meilleur acteur dans un second rôle
- Andy Serkis pour le rôle de César dans La Planète des singes : Les Origines
  - Ralph Fiennes pour le rôle de Voldemort dans Harry Potter et les Reliques de la Mort - 2e partie
  - Harrison Ford pour le rôle du Colonel Woodrow Dolarhyde dans Cowboys et Envahisseurs (Cowboys and Aliens) de Jon Favreau
  - Tom Hiddleston pour le rôle de Loki dans Thor
  - Alan Rickman pour le rôle de Severus Rogue dans Harry Potter et les Reliques de la Mort - 2e partie
  - Stanley Tucci pour le rôle du Docteur Erskine dans Captain America: First Avenger

#### Meilleure actrice dans un second rôle
- Emily Blunt pour le rôle d'Elise Sellas dans L'Agence
  - Elena Anaya pour le rôle de Vera Cruz dans La piel que habito
  - Charlotte Gainsbourg pour le rôle de Claire dans Melancholia
  - Paula Patton pour le rôle de Jane Carter dans Mission impossible : Protocole Fantôme (Mission: Impossible – Ghost Protocol)
  - Lin Shaye pour le rôle d'Elise Rainier dans Insidious
  - Emma Watson pour le rôle de Hermione Granger dans Harry Potter et les Reliques de la Mort - 2e partie

#### Meilleur(e) jeune acteur ou actrice
- Joel Courtney pour Super 8
  - Asa Butterfield pour Hugo Cabret
  - Elle Fanning pour Super 8
  - Dakota Goyo pour Real Steel de Shawn Levy
  - Chloë Moretz pour Hugo Cabret
  - Saoirse Ronan pour Hanna

#### Meilleur scénario
- Take Shelter — Jeff Nichols
  - Super 8 — J. J. Abrams
  - Minuit à Paris — Woody Allen
  - Another Earth — Mike Cahill et Brit Marling
  - La Planète des singes : Les Origines — Rick Jaffa, Amanda Silver et Jamie Moss (en)
  - Hugo Cabret — John Logan

#### Meilleure musique
- Super 8 – Michael Giacchino
  - Les Aventures de Tintin : Le Secret de La Licorne (The Adventures of Tintin : The Secret of the Unicorn) – John Williams
  - Captain America: First Avenger – Alan Silvestri
  - Cheval de guerre – John Williams
  - Hugo Cabret – Howard Shore
  - Mission impossible : Protocole Fantôme (Mission: Impossible – Ghost Protocol) – Michael Giacchino

#### Meilleur montage
- Mission impossible : Protocole Fantôme (Mission: Impossible – Ghost Protocol)[1] – Paul Hirsch
  - Les Aventures de Tintin : Le Secret de La Licorne (The Adventures of Tintin : The Secret of the Unicorn) – Michael Kahn
  - Fast and Furious 5 – Kelly Matsumoto, Fred Raskin et Christian Wagner
  - Harry Potter et les Reliques de la Mort - 2e partie – Mark Day
  - Hugo Cabret – Thelma Schoonmaker
  - Super 8 – Maryann Brandon et Mary Jo Markey

#### Meilleurs costumes
- Thor — Alexandra Byrne
  - Sherlock Holmes : Jeu d'ombres — Jenny Beavan
  - Anonymous de Roland Emmerich — Lisy Christl (en)
  - Hugo Cabret — Sandy Powell
  - Captain America: First Avenger — Anna B. Sheppard
  - Harry Potter et les Reliques de la Mort - 2e partie — Jany Temime

#### Meilleurs décors
- Hugo Cabret – Dante Ferretti
  - Les Aventures de Tintin : Le Secret de La Licorne (The Adventures of Tintin : The Secret of the Unicorn) – Kim Sinclair
  - Captain America: First Avenger – Rick Heinrichs
  - Harry Potter et les Reliques de la Mort - 2e partie – Stuart Craig
  - Les Immortels – Tom Foden
  - Thor – Bo Welch

#### Meilleur maquillage
- Dave Elsey, Fran Needham et Conor O'Sullivan pour X-Men : Le Commencement
  - Shaun Smith et Scott Wheeler pour Conan
  - Nick Dudman et Amanda Knight pour Harry Potter et les Reliques de la Mort - 2e partie
  - Annick Chartier, Adrien Morot et Nikoletta Skarlatos pour Les Immortels
  - Tamar Aviv pour La piel que habito
  - Tom Woodruff Jr. et Alec Gillis pour The Thing

#### Meilleurs effets visuels
- La Planète des singes : Les Origines – Dan Lemmon, Joe Letteri, R. Christopher White et Daniel Barrett
  - Les Aventures de Tintin : Le Secret de La Licorne (The Adventures of Tintin : The Secret of the Unicorn) – Scott E. Anderson, Matt Aitken, Joe Letteri, Matthias Menz et Keith Miller
  - Captain America: First Avenger – Mark Soper, Christopher Townsend et Paul Corbould pour
  - Harry Potter et les Reliques de la Mort - 2e partie – Tim Burke, Greg Butler, John Richardson et David Vickery
  - Super 8 – Steven Riley, Russell Earl, Kim Libreri et Dennis Muren
  - Transformers 3 : La Face cachée de la lune – Scott Benza, John Frazier, Matthew Butler et Scott Farar

### Télévision
Note : le symbole « ♕ » rappelle le gagnant de l'année précédente (si nomination).

#### Meilleure série diffusée sur les réseaux nationaux
- Fringe ♕
  - A Gifted Man
  - Grimm
  - Once Upon a Time
  - Supernatural
  - Terra Nova

#### Meilleure série diffusée sur le câble ou en syndication
- Breaking Bad ♕
  - American Horror Story
  - Dexter
  - The Closer : L.A. enquêtes prioritaires (The Closer)
  - Leverage
  - True Blood

#### Meilleur téléfilm, mini-série ou programme spécial
- The Walking Dead ♕
  - Camelot
  - Falling Skies
  - Le Trône de fer (Game of Throne)
  - The Killing
  - Torchwood : Le Jour du Miracle (Torchwood: Miracle Day)
  - Trek Nation

#### Meilleure série orientée pour la jeunesse
- Teen Wolf
  - Being Human
  - Doctor Who
  - The Nine Lives of Chloe King
  - The Secret Circle
  - Vampire Diaries (The Vampire Diaries)

#### Meilleur acteur
- Bryan Cranston pour le rôle de Walter White dans Breaking Bad
  - Michael C. Hall pour le rôle de Dexter Morgan dans Dexter
  - Sean Bean pour le rôle d'Eddard Stark dans Le Trône de fer
  - Timothy Hutton pour le rôle de Nathan Ford dans Leverage
  - Dylan McDermott pour le rôle de Benjamin « Ben » Harmon dans American Horror Story
  - Noah Wyle pour le rôle de Tom Mason dans Falling Skies

#### Meilleure actrice
- Anna Torv pour le rôle d'Olivia Dunham dans Fringe ♕
  - Mireille Enos pour le rôle de Sarah Linden dans The Killing
  - Lena Headey pour le rôle de Cersei Lannister dans Le Trône de fer
  - Jessica Lange pour le rôle de Constance Langdon dans American Horror Story
  - Eve Myles pour le rôle de Gwen Cooper dans Torchwood : Le Jour du Miracle
  - Kyra Sedgwick pour le rôle de Brenda Leigh Johnson dans The Closer : L.A. enquêtes prioritaires

#### Meilleur acteur dans un second rôle
- Aaron Paul pour le rôle de Jesse Pinkman dans Breaking Bad
  - Giancarlo Esposito pour le rôle de Gustavo « Gus » Fring dans Breaking Bad
  - Kit Harington pour le rôle de Jon Snow dans Le Trône de fer
  - Joel Kinnaman pour le rôle de Stephen Holder dans The Killing
  - John Noble pour le rôle de Walter Bishop dans Fringe ♕
  - Bill Pullman pour le rôle d'Oswald Danes dans Torchwood : Le Jour du Miracle
  - Norman Reedus pour le rôle de Daryl Dixon dans The Walking Dead

#### Meilleure actrice dans un second rôle
- Michelle Forbes pour le rôle de Mitch Larsen dans The Killing
  - Lauren Ambrose pour le rôle de Jilly Kitzinger dans Torchwood : Le Jour du Miracle
  - Jennifer Carpenter pour le rôle de Debra Morgan dans Dexter
  - Frances Conroy pour le rôle de Moira O'Hara dans American Horror Story
  - Lana Parrilla pour le rôle de la méchante reine / Regina Mills dans Once Upon a Time
  - Beth Riesgraf pour le rôle de Parker dans Leverage

#### Meilleureguest-stardans une série télévisée
- Tom Skerritt pour Leverage
  - Steven Bauer pour Breaking Bad
  - Orla Brady pour Fringe
  - Mark Margolis pour Breaking Bad
  - Edward James Olmos pour Dexter
  - Zachary Quinto pour American Horror Story

### DVD

#### Meilleure édition DVD
(ex æquo)
- Atlas Shrugged: Part I de Paul Johansson
- The Perfect Host de Nick Tomnay
  - 13 de Gela Babluani
  - City of Life and Death (Nanjing, Nanjing - 南京！南京！) de Lu Chuan
  - Secret Identity (The Double) de Michael Brandt
  - Irish Gangster (Kill the Irishman) de Jonathan Hensleigh
  - The Reef d'Andrew Traucki

#### Meilleure édition spéciale DVD d'un classique
- Metropolis de Fritz Lang (Giorgio Moroder Presents Metropolis)
  - Citizen Kane d'Orson Welles (édition collector ultimate 70e anniversaire)
  - Mimic de Guillermo del Toro (director's cut)
  - Le Fantôme de l'Opéra (The Phantom of the Opera) de Rupert Julian (édition blu-ray
  - The Rocketeer de Joe Johnston (édition 20e anniversaire)
  - Charlie et la Chocolaterie (Willy Wonka & the Chocolate Factory) de Mel Stuart (édition collector ultimate 40e anniversaire)

#### Meilleure collection DVD
- Stanley Kubrick, The Essential Collection comprenant Spartacus, Lolita, Docteur Folamour (Dr. Strangelove), 2001, l'Odyssée de l'espace (2001: A Space Odyssey), Orange mécanique (A Clockwork Orange), Barry Lyndon, Shining (The Shining), Full Metal Jacket et Stanley Kubrick: A Life in Pictures
  - Jean Rollin Cinema Collection comprenant Le Viol du vampire, La Vampire nue, Le Frisson des vampires, La Rose de fer, Requiem pour un vampire, Les Démoniaques, Lèvres de sang et Fascination
  - Jurassic Park Ultimate Trilogie comprenant Jurassic Park, Le Monde perdu : Jurassic Park (The Lost World: Jurassic Park) et Jurassic Park 3 (Jurassic Park III)
  - Coffret Trilogie Le Seigneur des Anneaux - Intégrale Versions Longues comprenant Le Seigneur des anneaux : La Communauté de l'anneau (The Lord of the Rings: The Fellowship of the Ring), Le Seigneur des anneaux : Les Deux Tours (The Lord of the Rings: The Two Towers) et Le Seigneur des anneaux : Le Retour du roi (The Lord of the Rings: The Return of the King)
  - Star Wars, l'intégrale de la saga comprenant Star Wars, épisode I : La Menace fantôme (Star Wars Épisode I: The Phantom Menace), Star Wars, épisode II : L'Attaque des clones (Star Wars Épisode II: Attack of the Clones), Star Wars, épisode III : La Revanche des Sith (Star Wars Épisode III: Revenge of the Sith), Star Wars, épisode IV : Un nouvel espoir (Star Wars Épisode IV: A New Hope), Star Wars, épisode V : L'Empire contre-attaque (Star Wars Épisode V: The Empire Strikes Back) et Star Wars, épisode VI : Le Retour du Jedi (Star Wars Épisode VI: Return of the Jedi)
  - Superman: The Motion Picture Anthology, 1978-2006 comprenant Superman, le film (Superman: The Movie), Superman 2 : L'Aventure continue (Superman II), Superman 3 (Superman III), Superman 4 : Le Face-à-face (Superman IV: The Quest for Peace), Superman Returns, Superman et les Nains de l'enfer (Superman and the Mole Men), Super-Rabbit, Snafuperman, Stupor Duck, Fleischer Studios' Superman, Famous Studios' Superman et Look, Up in the Sky: The Amazing Story of Superman

#### Meilleure édition DVD d'un programme télévisé
- Spartacus : Les Dieux de l'arène (Spartacus: Gods of the Arena)
  - Super Jaimie (The Bionic Woman) (Saisons 2 et 3)
  - Camelot (Saison 1)
  - Farscape (Intégrale)
  - Nikita (Saison 1)
  - La Quatrième Dimension (The Twilight Zone) (Saisons 3 à 5)

### Prix spéciaux

#### George Pal Memorial Award
- Martin Scorsese

#### Life Career Award
- Frank Oz et James Remar

#### Filmmaker's Showcase Award
- Drew Goddard

#### Milestone Award
- Les Simpson (The Simpsons)

#### Innovator Award
- Robert Kirkman

#### Appreciation Award
- Jeff Ross (pour la présentation des Saturn Awards)

## Nominations multiples

### Cinéma
- 10 nominations : Harry Potter et les Reliques de la Mort - 2e partie et Hugo Cabret
- 8 nominations : Super 8
- 7 nominations : Captain America: First Avenger
- 6 nominations : Les Aventures de Tintin : Le Secret de La Licorne et Mission impossible : Protocole Fantôme
- 5 nominations : La Planète des singes : Les Origines
- 4 nominations : La piel que habito, Take Shelter et Thor
- 3 nominations : Les Immortels et Melancholia
- 2 nominations : L'Agence, Another Earth, The Devil's Double, Fast and Furious 5, Millénium, les hommes qui n'aimaient pas les femmes, Minuit à Paris, Sherlock Holmes : Jeu d'ombres, The Thing, Cheval de guerre et X-Men : Le Commencement

### Télévision
- 6 nominations : Breaking Bad
- 5 nominations : American Horror Story
- 4 nominations : Dexter, Fringe, Le Trône de fer, The Killing, Leverage et Torchwood : Le Jour du Miracle
- 2 nominations : The Closer : L.A. enquêtes prioritaires, Falling Skies, Once Upon a Time et The Walking Dead